# King George megye (Virginia)
King George megye az Amerikai Egyesült Államokban, azon belül Virginia államban található. Megyeszékhelye és legnagyobb városa King George. Lakosainak száma 26 723 fő (2020. április 1.). King George megye Charles, Caroline, Westmoreland, Essex és Stafford megyékkel határos.

## Népesség
A megye népességének változása:
| Lakosok száma | 23 673 | 24 259 | 24 561 | 24 926 | 25 515 | 26 723 |
|               | 2010   | 2011   | 2012   | 2013   | 2015   | 2020   |